# Calamus melanacanthus
Calamus melanacanthus är en enhjärtbladig växtart som beskrevs av Carl Friedrich Philipp von Martius. Calamus melanacanthus ingår i släktet Calamus och familjen Arecaceae. Inga underarter finns listade i Catalogue of Life.